# Budkovští z Budkova
Budkovští z Budkova je název šlechtického rodu pocházejícího z Budkova (6 km severně od Prachatic).
V roce 1356 je jako majitel vsi Budkov připomínán Albert z Budkova (1370–1373).
August Sedláček uvádí, že Budkov držel v roce 1419 předek tohoto rodu Hrzek z Tourového.
Jindřich Budkovský z Budkova byl vlastníkem Budkova v letech 1555–1600; postavil tvrz v Chocholaté Lhotě (7 km severně od Prachatic). Jeho manželka Regina, rozená z Machovic, zdědila statek v Němčicích,  dnes součást Líšnice (město Hluboká nad Vltavou), který připadl potom jejich synům Václavovi a Mikulášovi.
Mikuláš Budkovský z Budkova byl odsouzen za účast na stavovském povstání a byla mu zkonfiskována třetina majetku.
František Budkovský z Budkova se svojí manželkou Marii Eusebií, rozenou Malovcovou z Malovic koupil v roce 1683 statek s tvrzí ve Starcově Lhotě (13 km severovýchodně od Milevska)
V roce 1706 vdova po Jiříkovi Ignácovi Budkovském z Budkova prodala Němčice spolu s tvrzí, pivovarem a vsí Líšnice knížeti Adamovi Františkovi ze Schwarzenbergu. Členové této rodiny jsou pochování v kryptě kostela svatého Vavřince v Kostelci, části města Hluboká nad Vltavou.